# Registratiewetboek
Het registratiewetboek is in België de verkorte naam van het Wetboek der registratie-, hypotheek- en griffierechten, vervat in het Koninklijk Besluit van 30 november 1939. Het Registratiewetboek werd bij wet goedgekeurd en heeft het karakter van een wettelijke tekst. Het is een fiscaal wetboek: het bevat bepalingen betreffende fiscale verplichtingen. Het bevat bepalingen betreffende de registratierechten (Titel I: artikelen 1 tot 258), betreffende de hypotheekrechten (Titel II: artikelen 259 tot 267) en betreffende de griffierechten (Titel III: artikelen 268 tot 318).
Sinds de staatshervorming bestaan er verschillende versies van het Registratiewetboek. Er is een versie voor de Federale staat, een versie voor het Vlaams Gewest, een voor het Waals Gewest, een voor de Franse Gemeenschap een voor het Brussels Hoofdstedelijk Gewest en een voor de Duitstalige Gemeenschap. Volgens de Bijzondere Financieringswet zijn de Gewesten immers bevoegd voor wat betreft het registratierecht op de overdrachten ten bezwarende titel van onroerende goederen, het registratierecht op: a) de vestiging van een hypotheek, b) de gedeeltelijke of gehele verdelingen van onroerende goederen en het registratierecht op de schenkingen.